# Peaky Blinders – Gangs of Birmingham
Peaky Blinders – Gangs of Birmingham (Originaltitel: Peaky Blinders) ist eine britische Dramaserie, die im England der 1920er- und der frühen 1930er-Jahre spielt. In den Hauptrollen sind Cillian Murphy, Paul Anderson und Helen McCrory als kriminelle Oberhäupter zu sehen.
Die Serie wurde 2022 mit der sechsten Staffel und einem abschließenden Film, der voraussichtlich 2025 erscheinen soll, beendet.

## Handlung
Im Mittelpunkt der Serie steht die aus Birmingham stammende Familie Shelby, die der Kern der namensgebenden Gangsterbande Peaky Blinders ist. Die Shelbys sind irisch-katholischer Abstammung, zusätzlich haben sie Irish Travellers und Roma unter ihren Vorfahren, weswegen sie von ihren Kontrahenten häufig abfällig als „Zigeuner“ beschimpft und unterschätzt werden (sie kommunizieren gelegentlich auch auf Romani, um ihren Kontrahenten einen Schritt voraus zu sein). Zu Beginn der Serie ist die Familie durch illegale Wetten auf Pferderennen bereits eine gewisse lokale Unterweltsgröße im Birminghamer Arbeiterslum Small Heath.
Hauptfigur der Serie ist Thomas „Tommy“ Shelby, der als Familienoberhaupt fungiert, obwohl er nur der zweitälteste Sohn seiner Generation ist. Wie auch sein älterer Bruder Arthur und sein jüngerer Bruder John kämpfte er im Ersten Weltkrieg, er brachte es bis zum Sergeant Major und leidet aufgrund seiner Kriegserfahrungen an einer posttraumatischen Belastungsstörung. Arthur ist vor allem in den ersten Staffeln ebenfalls durch den Krieg stark traumatisiert, John hingegen legt eher ein jugendlich-draufgängerisches Verhalten an den Tag. Weitere Familienmitglieder sind die Schwester Ada, die als einzige mit den Geschäften ihrer Familie hadert, der jüngste Bruder Finn, der zu Beginn der Serie erst elf Jahre alt ist und erst in späteren Staffeln eine größere Rolle einnimmt, Polly Gray (geborene Shelby), die Tante der Geschwister und enge Vertraute Tommys sowie Charlie Strong, ein Onkel der Shelbys, dessen Schrottplatz häufig als Basis für illegale Aktivitäten der Familie dient.
Übergreifendes Thema der Serie ist – obwohl die Staffeln zumeist einige Jahre Abstand innerhalb der Handlung haben – das Bestreben Tommys, die Verbindungen seiner Familie zum regionalen illegalen Glücksspiel aufzugeben und zu wirtschaftlich wohlhabenden Geschäftsleuten zu werden, die ihr Geld auf ehrliche Weise verdienen. Während in den ersten zwei Staffeln vor allem die Nachwehen des Weltkrieges den Peaky Blinders diesen Weg erschweren, sind sie ab der dritten Staffel reiche und sehr einflussreiche Geschäftsleute, die ihr Geld auf legalem Weg verdienen, allerdings werden sie in den folgenden Staffeln durch äußere Umstände auch weiterhin immer wieder in illegale Aktivitäten verwickelt.

### Staffel 1
Als den Peaky Blinders im Jahre 1919 eine große Lieferung Maschinengewehre der British Army in die Hände fällt, wird Kriegsminister Winston Churchill auf die Bande aufmerksam und beauftragt Chief Inspector Chester Campbell, die Waffen mit allen Mitteln sicherzustellen. Auch die kürzlich gegründete IRA hat es auf die Waffen abgesehen. Die Lage wird weiter verkompliziert durch die Liebe von Tommys Schwester Ada zu seinem einstigen besten Freund, dem kommunistischen Agitator Freddie Thorne, der ebenfalls von Chief Inspector Campbell verfolgt wird. Allen Schwierigkeiten zum Trotz arbeitet Tommy weiter an der Expansion des Unternehmens und beginnt ohne den Segen des einflussreichen Wettbürobetreibers Billy Kimber, Pferderennen zu manipulieren und Kimbers Buchmacher aus dem Verkehr zu ziehen, um größere Gewinne aus dem eigenen illegalen Wettbüro zu erzielen. Unterdessen setzt Chief Inspector Campbell die verdeckte Ermittlerin Grace Burgess auf die Peaky Blinders an, die mit der Zeit größeres Vertrauen von Tommy genießt und sich in ihn verliebt. Um Tommy zu schützen, bewerkstelligt sie ohne Tommys Segen den Fund der von Winston Churchill gesuchten Waffen und fordert im Gegenzug den Rückzug von Chief Inspector Campbell. Thomas Shelby hat inzwischen seinen Gegenspieler Billy Kimber im Duell erschossen und seine Firma Shelby Brothers Ltd. in der Folge zum drittgrößten legalen Pferde-Wettanbieter des Landes gemacht. Er kann kein Vertrauen mehr zu Grace fassen, weshalb sie beschließt, in die Vereinigten Staaten auszuwandern. Vor ihrer Abreise schießt Grace am Bahnsteig mit einer Pistole auf Chief Inspector Campbell und kommt diesem damit zuvor. Campbell hatte sich ebenfalls in Grace verliebt, doch ihre Liebe zu einem Gangster und ihren Verrat an der Krone will er nicht dulden. Campbell überlebt, wie die Zuschauer in der zweiten Staffel erfahren werden.

### Staffel 2
In der zweiten Staffel, die zwei Jahre später ansetzt, versuchen die Gypsies unter Tommy Shelbys Führung, den Einfluss der Peaky Blinders auf London auszuweiten. Dafür verbündet er sich mit den dortigen Juden, angeführt von dem Schwarzbrenner Alfie Solomons, und er beginnt einen Krieg gegen den italienischen Wettbürobetreiber Darby Sabini. Währenddessen versucht sein alter Gegenspieler Campbell, der inzwischen zum Major befördert wurde, ihn im Auftrag der britischen Krone zur Kooperation mit der IRA zu zwingen: Tommy soll ein Attentat auf einen hochrangigen Offizier der Black and Tans durchführen, auf einen Feldmarschall. Tommys Tante Polly Gray, Schatzmeisterin des Unternehmens, verfällt in tiefe Trauer um ihre zwei Kinder, die ihr im Kindesalter entrissen worden waren. Tommy findet heraus, dass Pollys Tochter inzwischen gestorben ist. Ihren Sohn Michael kann er aufspüren. Er macht den Begabten später zum Hauptbuchhalter des Unternehmens Shelby Company Limited. Unterdessen kehrt Grace Burgess aus den Vereinigten Staaten zurück. Sie hat reich geheiratet, die Ehe bleibt aber kinderlos, und das sollen Spezialisten in England untersuchen. Grace nähert sich Tommy erneut an. Die Auseinandersetzungen zwischen den Peaky Blinders und den Londoner Italienern eskalieren derweil auf der Pferderennbahn von Epsom, wo Tommy den von Major Campbell geforderten Anschlag auf den Feldmarschall ausführt, während seine Tante Polly Campbell erschießt – der hatte sie bei einem Verhör vergewaltigt. Die Peaky Blinders ziehen Darby Sabinis Buchmacher blutig aus dem Verkehr. Grace offenbart Tommy, dass sie von ihm schwanger ist. Er beschließt, sie zu heiraten.

### Staffel 3
Die dritte Staffel spielt um 1924. Thomas Shelby und die Peaky Blinders sind mittlerweile auch auf legalem Weg zu reichen Geschäftsleuten geworden und regieren neben Birmingham und London das Pferdewettengeschäft in ganz Nordengland. Gleichzeitig geraten sie jedoch in die Wirren einer internationalen Intrige, die von hochrangigen Politikern und Wirtschaftsvertretern aus der britischen Oberschicht initiiert wird. Die Peaky Blinders sollen hierbei intriganten russischen Monarchisten Waffen für den Kampf gegen die herrschenden Bolschewisten liefern – es stellt sich jedoch später heraus, dass auf die Lieferung ein Attentat inszeniert werden soll, was der britischen Regierung einen Vorwand liefern soll, die diplomatischen Beziehungen mit der Sowjetunion abzubrechen. Parallel dazu haben die Peaky Blinders mit dem Aufbegehren einer italienischen Gangsterbande in Birmingham zu kämpfen. Im Zuge dieser Auseinandersetzung wird Tommys Frau Grace erschossen – sie wird getroffen von einer Kugel, die eigentlich für Tommy Shelby bestimmt war. Die Peaky Blinders ermorden im Gegenzug den italienischen Bandenchef Vincente Changretta. Obwohl es den Peaky Blinders gelingt, sich in allen Auseinandersetzungen zu behaupten, erkennt Tommy mehr und mehr, dass ihre verborgenen Feinde zu mächtig sind. Die Staffel endet mit seiner Erklärung, ohne Rücksprache mit seiner Familie einen „Deal“ mit noch ranghöheren Kräften ausgehandelt zu haben, einen Deal, der allerdings zunächst die Verhaftung seiner Brüder Arthur und John, seiner Tante Polly und seines Cousins Michael zur Folge haben werde. Die Polizei stürmt schon das Haus, zurück bleibt Tommy Shelby.

### Staffel 4
Die vierte Staffel beginnt damit, dass Tommy in letzter Sekunde die Begnadigung seiner Verwandten durchsetzt, die bereits unter dem Galgen stehen, den Kopf in der Schlinge. Als Folge lebt die Familie Shelby bis Weihnachten 1925 zerstritten und desillusioniert in Birmingham und Umgebung. Eine Aussöhnung erfolgt jedoch durch einen neuen Feind von außen: Luca Changretta ist der Sohn des in der dritten Staffel von den Peaky Blinders erschossenen Bandenchefs Vincente Changretta und ranghohes Mitglied der sizilianischen Mafia aus New York City, auch bekannt als „Schwarze Hand“. Er reist mit mehreren Männern für eine Vendetta nach Birmingham, will sich reihum an den Shelbys rächen. Für Tommy und seine Familie bleibt nur eine Strategie: Die Rückkehr in die Arbeiterslums von Small Heath, wo einst ihr Aufstieg begann und wo sie sich mit ausreichend Verbündeten schützen können. Tommys Bruder John ist das erste Opfer von Changrettas Rachefeldzug. Unterdessen erfährt Tommy, dass seine Sekretärin Lizzie Stark von ihm ein Kind erwartet und dieses austragen wird. In einer Kooperation mit dem Boss der Chicagoer Mafia namens Al Capone gelingt es Tommy, Changretta auszumanövrieren. Arthur Shelby erschießt Luca Changretta, Tommy erschießt den habgierigen Schwarzbrenner Alfie Solomons, der sich hinterrücks mit Changretta verbündet und die Peaky Blinders bereits während der Auseinandersetzungen mit den Italienern in London und den Geschäften mit den russischen Monarchisten hintergangen hatte. Zum Ende der vierten Staffel handelt Tommy mit der Regierung aus, dass er sie mittels seiner Beziehungen im Kampf gegen die parteipolitisch organisierte kommunistische Arbeiterbewegungen unterstützt. Er erreicht, dass er mit haushohem Vorsprung für die Labour Party im Wahlbezirk Birmingham-Süd Parlamentsabgeordneter wird.

### Staffel 5
Die fünfte Staffel setzt am Schwarzen Dienstag (29. Oktober 1929) und dem Beginn der Weltwirtschaftskrise ein. Da Michael Gray als Vertreter der Familie Shelby in den Vereinigten Staaten den ausdrücklichen Anweisungen von Tommy Shelby nicht gehorcht und keine Aktienpakete verkauft hatte, verliert die Firma einen Großteil ihres legal angelegten Geldes und ist gezwungen, wieder andere Geschäftsbereiche zu erschließen. Eine Gelegenheit tut sich auf, als chinesische Gangster das Angebot machen, in den Verkauf von Opium und Heroin in die Vereinigten Staaten einzusteigen, da dort ein großer Wachstumsmarkt erwartet werde. Zur gleichen Zeit beginnen die Billy Boys, eine schottische rivalisierende Gang, einen Krieg gegen die Peaky Blinders. Im Unterhaus sucht Oswald Mosley die Nähe von Tommy Shelby, der sich als begnadeter Redner hervortut: Mosley will zusammen mit Shelby die Labour Party verlassen und die British Union of Fascists (BUF) gründen. Tommy soll sein Stellvertreter werden. Tommy ist nach wie vor geheimer Informant für die Regierung.  Er bekommt Besuch von Winston Churchill und erklärt ihm seine Strategie: Er will die Faschisten von innen heraus zersetzen. Zuerst soll Mosley durch ein Attentat sterben, dann will er selbst an die Spitze der neuen Bewegung rücken und sie in der Folge zu Fall bringen. Die Zuschauer erfahren, dass Alfie Solomons noch lebt, durch Tommys Pistolenschuss schwer im Gesicht entstellt. Ihn benötigt Tommy Shelby für seine Attentatspläne. Was Shelby dagegen nicht weiß: Sein jüngster Bruder Finn hat an der falschen Stelle fallen lassen, die Familie werde einen Faschisten erschießen. Die Pläne werden verraten, kaum dass Finn den Ort des Gesprächs verlassen hat. Das Attentat scheitert in allerletzter Sekunde, es wird nicht auf Mosley gefeuert. Der Scharfschütze wird von Unbekannten ermordet, den Finger noch am Abzug. Tommy hat wieder eine seiner immer häufiger auftretenden Visionen: Seine verstorbene Frau Grace erscheint ihm zum Ende der Folge. Die Arbeit sei getan, er solle endlich „nach Hause kommen“. Die Frage nach einem Wechsel an der Spitze des Shelby-Imperiums bleibt offen: Tommy Shelbys Cousin Michael Gray intrigiert in der fünften Staffel immer offener gegen Tommy, angestachelt von den Einflüsterungen seiner Frau Gina, die er in Amerika kennengelernt hatte: Es sei an der Zeit für einen Wechsel, für andere Geschäfte. Mögliche Partner in Amerika hätten kein Interesse mehr an einer „altmodischen Rasiermesser-Bande“, so geht Michael Tommy bei einer Besprechung mit der verbliebenen Familie an. Die wendet sich entrüstet von Michael und Gina ab, Michaels Mutter Polly ohrfeigt ihn und lässt Gina mit einem geringschätzigen Blick stehen.

### Staffel 6
Tommys siebenjährige Tochter Ruby erkrankt an Tuberkulose. Im Fieberwahn spricht sie vom grauen Mann, der sie und Tommy holen kommt. Später stirbt sie.
Während der Zweite Weltkrieg immer näher rückt, werden die Dinge für die Shelbys noch komplizierter. Nicht zuletzt, weil sie nach dem Tod ihrer Matriarchin Polly ihre moralische Unterstützung verloren haben. Lizzie verlässt Tommy, nachdem sie erfährt, dass er mit Diana Mitford geschlafen hat, die eine Faschistin ist wie ihr Ehemann Oswald Mosley. Tommy reist nach Kanada zu Pollys Sohn Michael, der dort erfolgreich im Drogengeschäft ist, aber Tommy nicht daran beteiligen, sondern eigentlich nur töten will. Dieser wehrt sich und erschießt seinen Cousin.
Alfie Solomons taucht wieder auf und ist auf einem Auge blind, nachdem Tommy ihm in Staffel 4 in den Kopf geschossen hatte. Tommy überlässt Alfie als Friedensangebot seine Lagerhäuser in Camden, hingegen will Tommy Einrichtungen für Bedürftige errichten um sein Image als Politiker zu verbessern, und Alfie gleichzeitig hindern in der Nähe zu bleiben und möglicherweise wieder zu einer Bedrohung zu werden.
Charlie, Tommys Sohn aus erster Ehe, zieht mit Lizzie fort, die immer für ihn da war, im Gegensatz zu seinem Vater.
Esme Shelby-Lee (Ehefrau seines getöteten Bruders John) hilft Tommy, seinen Sohn zu finden, von dem er nicht wusste, dass er existiert. Tommy hatte eine Beziehung mit einer Frau, bevor er in den Ersten Weltkrieg zog. Sie starb nach der Geburt des Jungen, der sich später Duke nennt. Duke wird  von den Peaky Blinders aufgenommen und bekommt die Aufgabe, Finns Freund Billy loszuwerden, der heimlich die Peaky Blinders an die IRA verraten hatte, bei deren Angriff Polly ums Leben kam. Duke weist Finn an, Billy selbst zu töten, aber Finn versucht stattdessen, Duke zu töten. Finn wird deswegen von Duke aus der Shelby-Familie verstoßen. Finn schwört Rache. Tommy wurde gesagt, dass er an einem Tuberkulom sterben würde. Deshalb spielt Tommy mit dem Gedanken, sich das Leben zu nehmen. In letzter Sekunde erkennt er jedoch, dass sein Arzt von Oswald Mosley bestochen war und gelogen hatte, damit Tommy sich umbringen solle. Tommy will erst Dr. Holford töten, aber in letzter Sekunde ändert er seine Meinung.

## Historischer Hintergrund

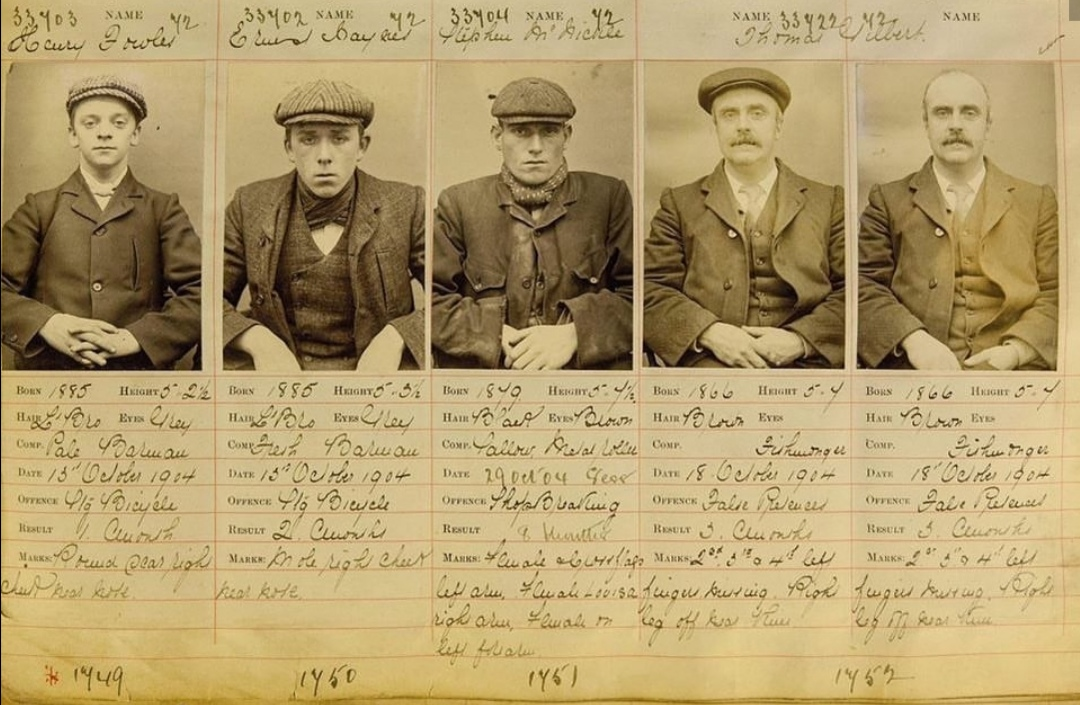
Die „Peaky Blinders“

Pate für den Namen der Produktion stand eine Bande raufender Kleinkrimineller, die Peaky Blinders, die um 1890 in Birmingham tatsächlich ihr Unwesen trieb. Es ist zu vermuten, dass deren Name sich von den Schiebermützen (peaked caps) ableitete, die die Bandenmitglieder trugen. Als Vorbild für die Gangsterbande der Serie dienten jedoch die ebenfalls historisch belegten Brummagem Boys um den ehemaligen Taschendieb William „Billy“ Kimber, die die lukrativen Pferdewetten ab 1920 kontrollierten.

## Inszenierung und Soundtrack
Die aufwendige Gestaltung der Serie ist geprägt von minimalistischen Bildern und Zeitlupe. Die Stimmung der Serie erinnert an einen Western, und die Kampfszenen lassen in ihrer Ästhetik an Quentin Tarantino denken. Der modern klingende Soundtrack zur Serie verwendet die dunklen Balladen von Nick Cave, den rauen Gesang von PJ Harvey, Beats der White Stripes und Songs von Radiohead. Auch Tom Waits mit seiner röhrenden Stimme ist beteiligt. Drehorte waren Birmingham, Leeds und Liverpool. Anna Calvi ist verantwortlich für einen Großteil der Musik von Staffel 5.

## Originalsprache
In der Originalfassung sprechen die handelnden Personen stets Dialekt, man hört somit überwiegend Brummie, den in Birmingham gesprochenen Dialekt, aber auch andere Dialekte, beispielsweise beim Auftreten von Personen aus London Cockney. Den Birmingham-Dialekt hatten sich einige der Schauspieler für die Serie erst aneignen müssen, und die tatsächliche Aussprache wird von einigen authentischen Dialektsprechern kritisch gesehen. Es wird berichtet, dass speziell viele US-Amerikaner die Originalfassung nicht ohne eingeschaltete Untertitel verstehen können.

## Besetzung und Synchronisation
Die deutsche Synchronisation entsteht unter der Dialogregie von Dorothee Muschter und dem Dialogbuch von Änne Troester und Dorothee Muschter bei der Interopa Film GmbH in Berlin. In der Fassung wird durchgehend Standarddeutsch gesprochen, die Dialektvielfalt der Originalfassung wird also nicht wiedergegeben.

### Hauptdarsteller
| Rolle                       | Schauspieler        | Hauptrolle | Nebenrolle | Synchronsprecher                               |
| --------------------------- | ------------------- | ---------- | ---------- | ---------------------------------------------- |
| Thomas „Tommy“ Shelby       | Cillian Murphy      | 1–6        |            | Norman Matt                                    |
| Arthur Shelby Jr.           | Paul Anderson       | 1–6        |            | Jörg Hengstler (S1–4) Torsten Michaelis (S5–6) |
| Ada Thorne geb. Shelby      | Sophie Rundle       | 1–6        |            | Vanida Karun (S1–4) Marie-Isabel Walke (S5–6)  |
| Charlie Strong              | Ned Dennehy         | 1–6        |            | Tobias Lelle                                   |
| Jeremiah „Jimmy“ Jesus      | Benjamin Zephaniah  | 1, 3–6     | 2          | Asad Schwarz (S1–4) Martin Schuhbach (S5–6)    |
| Winston Churchill           | Andy Nyman          | 1          |            | Martin Kautz                                   |
| Winston Churchill           | Richard McCabe      |            | 2          |                                                |
| Winston Churchill           | Neil Maskell        | 5–6        |            | Tobias Meister                                 |
| Polly Gray geb. Shelby      | Helen McCrory       | 1–5        |            | Susanne von Medvey                             |
| John Shelby                 | Joe Cole            | 1–4        |            | Ozan Ünal                                      |
| Grace Burgess               | Annabelle Wallis    | 1–3        | 5          | Kaya Marie Möller                              |
| Chester Campbell            | Sam Neill           | 1–2        |            | Wolfgang Condrus                               |
| Freddie Thorne              | Iddo Goldberg       | 1          |            | Matthias Deutelmoser                           |
| Arthur Shelby Sr.           | Tommy Flanagan      | 1          |            | Klaus-Dieter Klebsch                           |
| Roberts                     | David Dawson        | 1          |            | Valentin Stilu                                 |
| Johnny Dogs                 | Packy Lee           | 2–6        | 1          | Santiago Ziesmer                               |
| Lizzie Stark                | Natasha O’Keeffe    | 2–6        | 1          | Nadine Zaddam (S1–4) Isabelle Höpfner (S5–6)   |
| Michael Gray                | Finn Cole           | 2–6        |            | Marios Gavrilis (S2–4) Tobias Nath (S5–6)      |
| Alfie Solomons              | Tom Hardy           | 2–6        |            | Jan-David Rönfeldt                             |
| May Carleton                | Charlotte Riley     | 2, 4       |            | Victoria Sturm                                 |
| Darby Sabini                | Noah Taylor         | 2          |            | Peter Flechtner                                |
| Esme Shelby                 | Aimee-Ffion Edwards | 3–4, 6     | 1–2        | Anne Düe                                       |
| Tatiana Petrovna            | Gaite Jansen        | 3          |            | Katharina Spiering                             |
| Ruben Oliver                | Alexander Siddig    | 3          |            | Marcus Off                                     |
| John Hughes                 | Paddy Considine     | 3          |            | Oliver Siebeck                                 |
| Leon Petrovna               | Jan Bijvoet         | 3          |            |                                                |
| Izabella Petrovna           | Dina Korzun         | 3          |            |                                                |
| Curly                       | Ian Peck            | 4–6        | 1–3        | Christian Gaul                                 |
| Linda Shelby                | Kate Phillips       | 4–6        | 3          | Katja Hiller                                   |
| Jessie Eden                 | Charlie Murphy      | 4–6        |            |                                                |
| Aberama Gold                | Aidan Gillen        | 4–5        |            | Thomas Nero Wolff                              |
| Bonnie Gold                 | Jack Rowan          | 4–5        |            |                                                |
| Luca Changretta             | Adrien Brody        | 4          |            | Markus Pfeiffer                                |
| Colonel Ben Younger         | Kingsley Ben-Adir   | 5          | 4          | Florian Clyde                                  |
| Barney Thompson             | Cosmo Jarvis        | 5          |            | Gerrit Schmidt-Foß                             |
| Jimmy McCavern              | Brian Gleeson       | 5          |            | Sascha Rotermund                               |
| Brilliant Chang             | Andrew Koji         | 5          |            |                                                |
| Gina Gray                   | Anya Taylor-Joy     | 5–6        |            | Lena Schmidtke                                 |
| Oswald Mosley               | Sam Claflin         | 5–6        |            | Patrick Roche                                  |
| Finn Shelby                 | Alfie Evans-Meese   |            | 1          | Vincent Borko                                  |
| Finn Shelby                 | Harry Kirton        | 6          | 2–5        | Vincent Borko                                  |
| Laura McKee / Captain Swing | Charlene McKenna    | 6          | 5          | Magdalena Helmig                               |
| Diana Mitford               | Amber Anderson      | 6          |            | Yvonne Greitzke                                |
| Haydn Stagg                 | Stephen Graham      | 6          |            | Olaf Reichmann                                 |
| Jack Nelson                 | James Frecheville   | 6          |            | Fabian Oscar Wien                              |

### Nebendarsteller
| Rolle                   | Schauspieler       | Staffel | Synchronsprecher |
| ----------------------- | ------------------ | ------- | ---------------- |
| Isaiah Jesus            | Jordan Bolger      | 2–4     | Amadeus Strobl   |
| Isaiah Jesus            | Daryl McCormack    | 5–6     | Amadeus Strobl   |
| Duke Shelby             | Conrad Khan        | 6       |                  |
| Doctor Holford          | Aneurin Barnard    | 6       | Roland Wolf      |
| Sergeant/Inspector Moss | Tony Pitts         | 1–4     | Frank Röth       |
| Danny "Whizz-Bang" Owen | Samuel Edward-Cook | 1       | Felix Goeser     |

## Veröffentlichung
Die Premiere der Serie fand im Vereinigten Königreich ab dem 12. September 2013 bei BBC Two statt und wurde erstmals im deutschsprachigen Raum ab dem 2. Juni 2014 bei Sky Atlantic HD ausgestrahlt.
Die Erstausstrahlung der zweiten Staffel, erneut bei BBC Two, erfolgte ab dem 2. Oktober 2014 und lief am 5. Februar 2015 bei Sky Atlantic an.
Ab dem 5. Mai 2016 begann BBC Two mit der Ausstrahlung der dritten Staffel und bereits am 26. Mai 2016 gab der Sender bekannt, noch zwei weitere Staffeln produzieren zu wollen. In Deutschland erfolgte die Erstausstrahlung der dritten Staffel ab dem 8. Juni 2017 im frei empfangbaren Fernsehen auf Arte.
Am 15. November 2017 begann auf BBC Two die Ausstrahlung der vierten Staffel, wobei die Erstausstrahlung im deutschsprachigen Raum am 29. Dezember 2017 in Form einer Online-Premiere auf Netflix stattfand und ab dem 18. Januar 2018 auf Arte ausgestrahlt wurde.
Die fünfte Staffel, deren Produktion am 18. Januar 2019 beendet wurde, war im Vereinigten Königreich vom 25. August bis 22. September 2019 auf BBC One zu sehen und wurde ab dem 4. Oktober 2019 international auf Netflix zur Verfügung gestellt.

## Kritik
Ursula Scheer von der Frankfurter Allgemeinen Zeitung findet, in der Serie werde „eine solide Idee schick aufgemacht“, obwohl die Story vor Klischees strotze.
Harald Keller schreibt in der Frankfurter Rundschau, Autor Steven Knight verstehe sich darauf, aus der historischen Vorlage eine packende Serienerzählung zu formen. Er bedauert allerdings, dass sich „die Produzenten auf diese Stärke nicht verlassen“ wollten: „Im Bemühen um eindrucksvolle Bilder leistet sich Regisseur Otto Bathurst so manch unangemessene Übertreibung.“ Auch die Armut in den englischen Armen- und Arbeitervierteln werde geradezu malerisch und deswegen realitätsfremd in Szene gesetzt – „der ästhetische Reiz mindert die tatsächliche Bedeutung“, so Keller.
Marion Löhndorf schreibt in der Neuen Zürcher Zeitung anlässlich des Starts der sechsten Staffel auf Netflix: „«Peaky Blinders» spaziert nicht auf der Sonnenseite des Lebens, legt aber Wert darauf, dabei gut auszusehen.“ … „«Peaky Blinders» frönt einem fast karikierenden Machismo, der heute den Charakter einer politisch unkorrekten Grenzüberschreitung besitzt […]. Starke, aber ebenso machohafte Frauenrollen […] balancieren das Gleichgewicht aus.“